# أبيجايل
أَبِيجَايِلُ هي امرأة إسرائيلية في الكتاب المقدس العبري زوجة نَابَالَ، ومن بعده زوجة النبي داود (صموئيل الأول 25). كانت أبيجايل الزوجة الثانية لداود، بعد ميكال ابنة شاول. أصبحت أبيجيل والدة أحد أبناء داود، المدرج في سفر أخبار الأيام تحت اسم دانيال، وفي النص الماسوري لأسفار صموئيل اسمه "تشيلياب".